# خون بر خورشید
خون بر خورشید (انگلیسی: Blood on the Sun) یک فیلم جاسوسی سیاه‌وسفید به کارگردانی فرانک لوید است که در سال ۱۹۴۵ منتشر شد.
این فیلم در سال ۱۹۴۵ برندهٔ جایزه اسکار بهترین «کارگردانی هنری» یک فیلم سیاه و سفید (ویارد اینن و رونالد فیلدز) گردید.
این فیلم از سال ۱۹۷۳، در مالکیت عمومی قرار دارد و بارگذاری و تکثیر آن برای عموم آزاد است، چرا که کمپانی سازنده موفق نشد پس از ۲۸ سال، حق تکثیر آن را تمدید کند.

## بازیگران
- جیمز کاگنی
- سیلویا سیدنی
- پرتر هال
- هیو بومونت
- فیلیپ آن
- رابرت آرمسترانگ
- رزماری دکامپ
- والاس فورد
- رایز ویلیامز
- فرانک پولیا
- جیمز بل
- جان اِمِری
- امت ووگان